# 無量寿経優婆提舎願生偈
『無量寿経優婆提舎願生偈』 （むりょうじゅきょう うばだいしゃ がんしょうげ）とは、世親（天親） により撰述された『無量寿経』の注釈書を、後魏の菩提流支（菩提留支）が漢訳した書である。『浄土論』、『往生論』、『無量寿経論』などと通称する。正式な原題は、『無量壽經優婆提舍願生偈』（婆藪般豆 造 後魏菩提留支訳）。
2012年現在、サンスクリット原典は発見されていない。菩提流支による漢訳書のみが現存する。

## 概要
本偈文は、サンスクリット原典が発見されていない。『無量寿経』自体は複数の漢訳が伝えられている。ゆえに、『浄土論』（『往生論』）は、どの『無量寿経』について注釈しているのか諸説あり定説はない。従来より提唱されているのは、『仏説無量寿経』、もしくはそのサンスクリット原典である『大スカーヴァティーヴューハ』とする説や、「浄土三部経」とする説がある。
また「浄土三部経」以外の浄土経典とする説もあるが、『浄土論』（『往生論』）の「一心」と『仏説無量寿経』に説かれる「本願」との関係性を踏まえると、『仏説無量寿経』を除いて言及しているとは考えにくい。
偈頌（韻文）と、それを解説した長行（じょうごう、散文）の部分からなり、特に後者においては、浄土往生の方法として「五念門」を説いている。
「五念門」とは、「礼拝門」 「讃嘆門」 「作願門」 「観察門」（かんざつもん） 「回向門」の5つをさす。なかでも浄土を観想する「観察門」が中心で、17種の国土荘厳・8種の仏荘厳・4種の菩薩荘厳よりなる。

## 影響

### 中国
- 前述のとおり、菩提流支が漢訳する。
- 菩提流支と交友のあった曇鸞が、この『無量寿経優婆提舎願生偈』（『浄土論』・『往生論』）を再注釈し、『無量寿経優婆提舎願生偈註』（『往生論註』・『浄土論註』）を撰述する[3]。

### 日本
法然が、その思想に影響を受け、「浄土三部経」と並べて「三経一論」と重んじる。
その門弟である親鸞も「浄土三部経」と『浄土論』を重んじ、『浄土論』（『往生論』）の注釈書である曇鸞の『往生論註』（『浄土論註』）と合わせて重用した。